# José Couceiro
José Couceiro (ur. 4 października 1962 w Lizbonie) – portugalski trener piłkarski. Były selekcjoner reprezentacji Litwy, oraz szkolenioweic pracujący w Lokomotiwie Moskwa w latach 2011–2012.

## Kariera
Jako piłkarz Couceiro występował w portugalskich klubach niższych klas rogrywkowych, z których najbardziej znanym jest Estrela Amadora, w której, w 1992 roku, zakończył piłkarską karierę.
W 2002 roku rozpoczął swą przygodę szkoleniową, znajdując zatrudnienie w FC Alverca, z którą w sezonie 2003–2004 spadł z 1. ligi.
W następnym sezonie, objął posadę trenera Vitórii Setúbal, jednak już 1 lutego 2005 podpisał kontrakt z FC Porto. Na koniec sezonu został uznany najlepszym trenerem w Portugalii.
W trakcie sezonu 2005–2006 przeniósł się do CF Os Belenenses, a po zakończeniu rozgrywek objął posadę selekcjonera reprezentacji Portugalii do lat 21, z którą pracował do roku 2007.
W lipcu 2008 roku został trenerem litewskiego FBK Kowno. 5 sierpnia tegoż roku jego drużyna wyeliminowała w 2. rundzie eliminacji do Ligi Mistrzów finalistę Pucharu UEFA z 2007 roku – Rangers F.C.
14 sierpnia 2008 został selekcjonerem reprezentacji Litwy. W swoim debiucie wygrał wyjazdowy mecz w ramach eliminacji do Mistrzostw Świata z Rumunią 3-0. Na koniec eliminacji Litwa zajęła 4. miejsce w grupie, tym samym nie uzyskując kwalifikacji do Mundialu w RPA.
Zanim 1 lipca 2011 roku został szkoleniowcem Lokomotiwu Moskwa, pracował jeszcze jako trener w Gaziantepsporze oraz Sportingu.
8 października 2013 roku podpisał kontrakt z portugalskim Vitória Setúbal.